# An-38
An-38 (ros. Ан-38) – rosyjski samolot pasażersko-towarowy przeznaczony do lotów na trasach lokalnych. Oznaczenie w kodzie NATO Cash.

## Historia
An-38 jest udoskonaloną wersją wcześniejszej maszyny biura konstrukcyjnego Antonowa, An-28. Prace projektowe nad nowym samolotem rozpoczęły się jeszcze za czasów Związku Radzieckiego w 1989 roku. W 1991 roku na Międzynarodowym Salonie Lotniczym w Paryżu zaprezentowano model samolotu. 23 czerwca 1994 roku w Nowosybirsku miał miejsce pierwszy lot prototypu. W kwietniu 2000 roku An-38 uzyskał międzynarodowy certyfikat dopuszczający samolot do lotów. W kwietniu 2006 roku w eksploatacji było 6 maszyn An-38.

## Konstrukcja
Samolot An-38 jest samolotem pasażersko towarowym, górnopłatem o skrzydłach podpartych zastrzałami. Napędzany dwoma silnikami turbośmigłowymi Garrett TPE331 ze śmigłami o niskim poziomie hałasu lub analogicznymi silnikami rosyjskiej produkcji TWD-1500. Samolot może operować z lotnisk o gruntowej nawierzchni w zakresie temperatur od -55 do +45 °C, posiada stałe trójkołowe podwozie.